# Straelen
Straelen (pronunciación en alemán: /ˈʃtʁaːlən/ⓘ) es un municipio situado en el distrito de Cléveris, en el estado federado de Renania del Norte-Westfalia (Alemania), con una población a finales de 2016 de unos 15 901 habitantes.
Se encuentra ubicado al noroeste del estado, en la región de Düsseldorf, cerca de la orilla del río Rin y de la frontera con Países Bajos.

## Historia
Parte del Ducado de Güeldres en 1543 fue conquistada por los Países Bajos de los Habsburgo. Fue ocupado por las tropas neerlandesas en junio de 1632 y tomada por los españoles en 1635 tras su victoria en el sitio de Lovaina. Mediante el tratado de Utrech, paso a Prusia, que la había ocupado en 1703, al inicio de la guerra de sucesión española.